# ريتشارد هولت (لاعب كريكت)
ريتشارد هولت (11 مارس 1920 - 18 مايو 2001) (بالإنجليزية: Richard Holt)‏ هو لاعب كريكت بريطاني (وحمل سابقاً جنسية المملكة المتحدة لبريطانيا العظمى وأيرلندا).